# Wanjuk
Koordinaten: 9° 1′ N, 27° 39′ O
Wanjuk (ausgesprochen Wandschuk, auch Wanyjok oder Winejok geschrieben) ist eine Ortschaft im Südsudan. Seit 2015 ist sie der Hauptort des neu gegründeten Bundesstaats Aweil East. Bis 2015 lag sie im  Bundesstaat Northern Bahr el Ghazal (Nord-Bahr-al-Ghazal).

## Infrastruktur
Die Organisation Christian Solidarity International (CSI) – deren Wirken in Sudan insbesondere hinsichtlich der Freikaufprogramme für Sklaven nicht unumstritten ist – betreibt in Wanjuk ein kleines Krankenhaus, das über einen eigenen Brunnen, ein modernes Kommunikationssystem und einen solarbetriebenen Kühlschrank für Medikamente verfügt und in der Region die weitgehend einzige medizinische Versorgung anbietet. Nach CSI-Angaben wurden 2005 7.874 Menschen hier behandelt.